# Boerperd
Het boerperd (boerenpaard) is een modern paardenras dat zijn oorsprong heeft in Zuid-Afrika en populair is als sportpaard, rijpaard en werkpaard. 

## Geschiedenis
De geschiedenis van het paard begint met de vestiging van Europese kolonisten in Zuid-Afrika. Nadat Jan van Riebeeck Kaapstad had gesticht, werden er een aantal berber-Arabier-kruisingen vanuit Java geïmporteerd. Enige tijd later strandde er een schip uit Java met veertien zeer goede arabieren, waarmee ook verder gefokt werd.
In 1719 en in 1763 waren er grote uitbraken van de Afrikaanse paardenpest, die duizenden paarden trof.

## Tweede Boerenoorlog
In de Tweede Boerenoorlog werden boerpaarden vaak gebruikt als cavaleriepaarden. Weinige overleefden het.

## Kaaps paard
Boerpaarden ook bekend als 'Kaapse paarden' hadden grote invloed op de ontwikkeling van de Australische waler. Dit landras werd naderhand als uitmuntend cavaleriepaard weer op grote schaal gebruikt in Zuid-Afrika tijdens de Tweede Boerenoorlog en ook geëxporteerd naar Britse stijdkrachten in India.
De basuto pony van Lesotho ontstond al in de 18 eeuw uit dezelfde voorouders als het Kaapse paard. Deze gangenpaarden worden gebruikt in de traditionele rensport, voor trekking en voor dagelijks transport in de bergen.

## Galerij

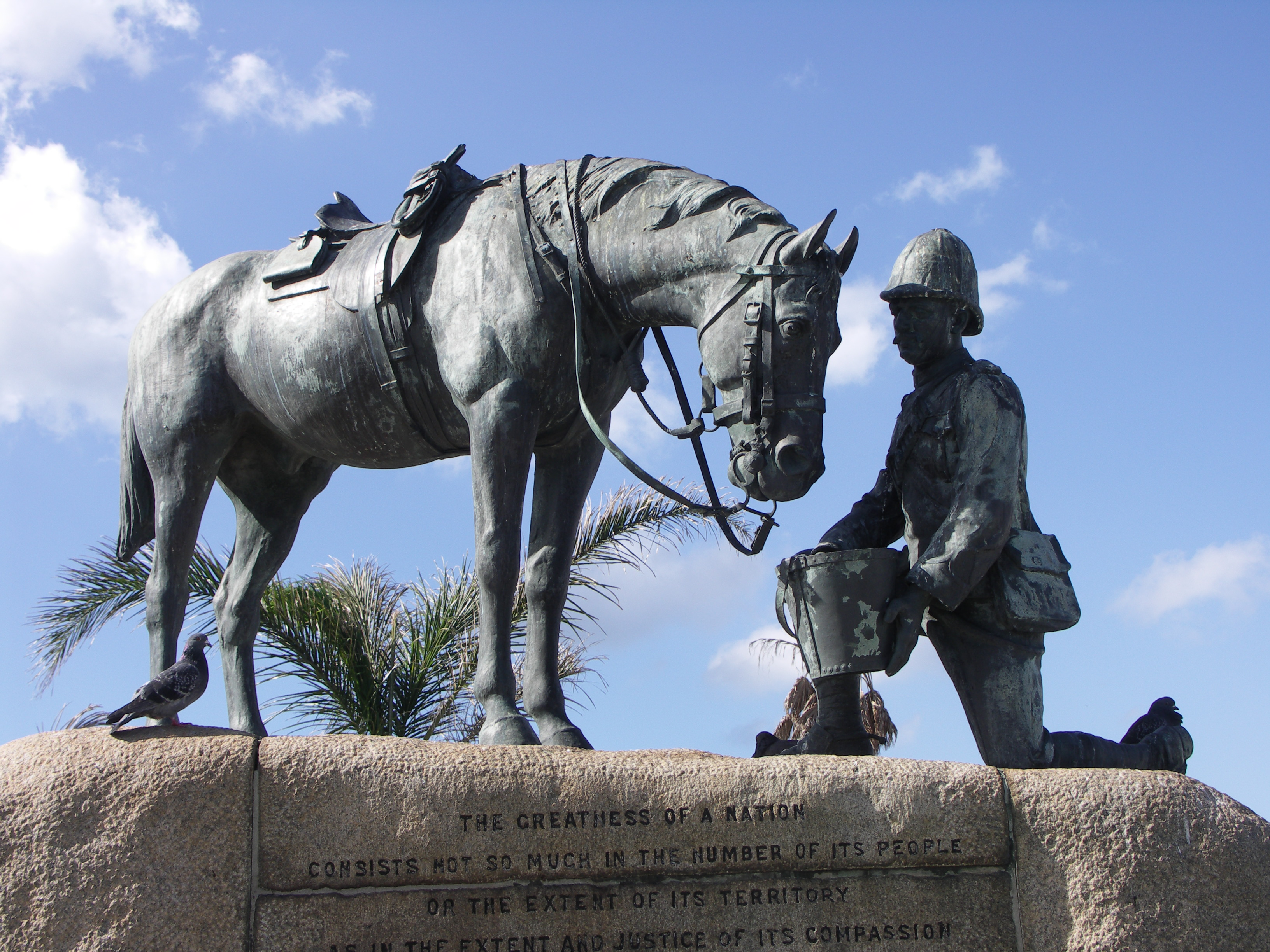
Paardenmonument in Port Elizabeth